# Paul Stehrenberger
Paul Stehrenberger (14 september 1938 – 13 augustus 2024) was een Zwitsers voetballer en voetbalcoach die speelde als verdediger.

## Carrière
Stehrenberger speelde eerst voor FC Luzern waar hij speelde van 1959 tot 1963. Hij won met hen de beker in 1960. Hij speelde van 1972 tot 1973 bij FC Wettingen en van 1967 tot 1970 bij FC Aarau. Hij eindigde als speler-coach bij FC Wettingen.
Hij speelde een interland voor Zwitserland waarin hij niet tot scoren kwam.
Hij werd na zijn spelerscarrière coach bij FC Aarau van 1967 tot 1970. Hij was dan een tijdje speler-coach bij FC Wettingen. Nadien was hij voor twee jaar coach bij Young Fellows Zürich en dan terug FC Aarau.
Stehrenberger overleed in 2024 op 85-jarige leeftijd.

## Erelijst
- FC Luzern
  - Zwitserse voetbalbeker: 1960